# 利府町立利府中学校
利府町立利府中学校（りふちょうりつ りふちゅうがっこう）は、宮城県宮城郡利府町にある公立中学校。通称は「利府中」（りふちゅう）や「梨中」（なしちゅう）。利府町内では最も古い中学校である。

## 概要
- 利府町の中央部～東部地区に対応している中学校で、1952年に開校し、1967年に当時の利府村が現行の利府町になるのに併せて、現在の校名になる。全校生徒数は約400名前後である。校舎はコンクリート。

- 1980年代～1990年代の頃は松島町立松島中学校から赴任してきた佐藤昌士率いるバスケットボール部が盛んな中学校として有名になり、しばしば全国中学校バスケットボール大会に出場するほどの強豪校であった。しかし、利府町立しらかし台中学校の開校に併せて佐藤昌士先生が転勤してしまい、それ以降から当校のバスケットボール部は、以前のような強さが影を潜めてしまった…その佐藤昌士先生は、すでに中学校教員を定年退職し、現在は常盤木学園高等学校の女子バスケットボールチームの監督をしており、同校は県下で三指に入る強豪校に変貌した。

## 沿革
- 1952年 - 利府村立利府中学校として開校。
- 1967年 - 人口増加に伴い、利府村から利府町になり、それに伴い校名も現行の利府町立利府中学校に改める。
- 1982年 - 利府町立利府第三小学校の開校に併せ、利府町春日地区の一部（主として梨ヶ丘団地周辺）が塩竈市立第一中学校区だったのを、当校学区に改変する。
- 1985年 - 改築のため旧木造校舎を解体し、それに伴い現在の利府町総合体育館隣に仮説校舎を建設し、校舎移転する。
- 1986年2月 - 現行の新校舎完成する。
- 1993年4月 - 利府町立しらかし台中学校が開校し、利府町北部地区が当校学区から外れた。
- 2001年4月 - 利府町立利府西中学校が開校し、利府町西部地区が当校学区から外れた。
- 2004年 - 文部科学省より学力向上フロンティアスクールの指定校になる。
- 2004年 - 利府町葉山団地の分譲開始により、新たに葉山地区が当校校区になる。
- 2007年4月より、それまでは当校学区だった利府町花園地区が、利府町立しらかし台中学校区に改変し、学区から外れる。

## 学区
- 利府小学校及び利府第三小学校学区[2]

## 著名な卒業生
- 相沢優子（元全日本女子バスケットボール選手）－元：シャンソンVマジック部員・監督－
- 星野英正（プロゴルファー）
- 柴田雅人（三味線奏者）【柴田三兄妹】
- 柴田佑梨（三味線奏者）【柴田三兄妹】
- 柴田愛（三味線奏者）【柴田三兄妹】